# Phare du Cap-Jourimain
Le phare du Cap-Jourimain (anglais : Cape Jourimain Lighthouse) est une installation côtière d'aide à la navigation située sur le cap du même nom de l'île Jourimain. Ce phare de 15,5 m de hauteur a été construit en 1869 dans la partie la plus étroite du détroit de Northumberland. Il est situé dans la réserve nationale de faune du Cap-Jourimain. Il a été désigné phare patrimonial en 2015 par la commission des lieux et des monuments historiques du Canada.